# Glyphostoma pustulosa
Glyphostoma pustulosa é uma espécie de gastrópode do gênero Glyphostoma, pertencente a família Conidae.